# Phlogophora derufata
Phlogophora derufata là một loài bướm đêm trong họ Noctuidae.